# علی مبینی
علی مبینی دهکردی (زاده ۱۳۳۴، شهرکرد) سیاستمدار ایرانی و مدیر عامل کنونی شرکت بهینه سازی مصرف سوخت است. وی نمایندهٔ اعتدالگرا دوره چهارم مجلس شورای اسلامی ایران از حوزهٔ انتخابیهٔ شهرکرد، سامان و بن بود. او همچنین نخستین استاندار بومی چهارمحال و بختیاری نیز می‌باشد.
علی مبینی دبیر کمیسیون خاص تدوین چشم‌انداز ملی در مجمع تشخیص مصلحت نظام نیز می‌باشد. 
وی در بانک صادرات در زمان اختلاس بزرگ سه هزار میلیاردی مسؤولیت داشته است.  علی مبینی، پیش از این رئیس موسسه مطالعات بین‌المللی انرژی در دولت یازدهم بود.